# I’m So Excited
«I’m So Excited» — песня американской группы Pointer Sisters. Вышла синглом в 1982 году.
Песня была написана сёстрами Пойнтер в соавторстве с Тревором Лоуренсом, который был помощником музыкального продюсера на нескольких альбомах группы тех лет.
Песня была не особо успешной в жанровом ритм-н-блюзовом чарте американского «Билборда», зато показала себя лучше во всежанровой «горячей сотне» (Billboard Hot 100), добравшись в ней до 30 места. Это была одна из немногих песен группы, лучше проявивших себя в попсовых всежанровых, чем в ритм-н-блюзовых чартах.
Лид-вокал в этой песне исполняет Анита Пойнтер.

## Композиция
Эми Хэнсон в своей рецензии на сайте AllMusic характеризует эту песню как «тяжёлую синтезаторно-фортепьянную композицию из новой волны R&B», образец драйвовой музыки наступивших 80-х годов.
«I’m so Excited» — это страстная, жёсткая по звучанию песня о любви, интенсивная и настойчивая, в которой совсем мало от той динамики, которую мы видели в их раннем классическом R&B. Но тем не менее здесь есть искра и огонь, по которым мы сразу можем узнать сестёр [Пойнтер] в версии 80-х годов с их альтер эго. Когда они поют: «Я вот-вот потеряю контроль, и я думаю, что мне это нравится», лучше уж поверьте, что они это на полном серьёзе.

## Позиции в хит-парадах
| Хит-парад (1982–1983)            | Высшая позиция |
| -------------------------------- | -------------- |
| Австралия (Kent Music Report)    | 9              |
| Швеция (Sverigetopplistan)       | 4              |
| US Billboard Hot 100             | 30             |
| US Billboard Hot Dance Club Play | 28             |
| US Billboard Hot R&B Singles     | 46             |

| Чарт (1984–1985)                    | Высшая позиция |
| ----------------------------------- | -------------- |
| Бельгия/Фландрия (Ultratop 50)      | 23             |
| Canadian RPM Top Singles            | 21             |
| Irish Singles Chart                 | 6              |
| Нидерланды (Dutch Top 40)           | 18             |
| Нидерланды (Single Top 100)         | 19             |
| Новая Зеландия (Recorded Music NZ)  | 29             |
| UK (Official Charts Company)        | 11             |
| US Billboard Hot 100                | 9              |
| US Billboard Hot Adult Contemporary | 25             |

| Хит-парад (2013)     | Высшая позиция |
| -------------------- | -------------- |
| Испания (PROMUSICAE) | 23             |

| Хит-парад (2017)                | Высшая позиция |
| ------------------------------- | -------------- |
| Польша (Polish Airplay Top 100) | 56             |